# Abbazia di Santa Maria della Gironda
L'abbazia di Santa Maria della Gironda era un'antica abbazia benedettina situata nel territorio del comune di Bozzolo, in provincia di Mantova.

## Storia e descrizione
L'abbazia, retta da un abate, venne fondata fra il IX e l'XI secolo in una zona non lontana dal fiume Oglio e documentata per la prima volta da un atto di investitura feudale del 9 novembre 1101 come proprietà del vescovo principe di Trento.
Probabilmente entro la metà del XV secolo l'abbazia cessò le sue funzioni. Il nucleo edilizio venne progressivamente trasformato in una corte rurale e i suoi possedimenti assegnati in commenda cardinalizia fino 1803, con le soppressioni del periodo napoleonico.
Nel 1819 la chiesa dell'abbazia ad una navata, sopravvissuta, venne acquistata da una famiglia del luogo e subì numerosi restauri, conservando però la sua originale funzione.
Della chiesa, oggi, sono riconoscibili solo l’abside e alcuni muri perimetrali. Venne, infatti, demolita parzialmente nel 1563 da Vespasiano I Gonzaga e riedificata dal 1565. Fu ristrutturata ancora intorno al 1756 e nel 1938 fu ricostruita in stile medioevale.
Al suo interno è presente un altare incoronato da una ancona seicentesca in legno scolpito e dipinto che ospita una statua Madonna col Bambino in terracotta policroma rinascimentale, opera di Elia della Marra. Sulla base della statua è presente uno stemma dei Gonzaga di Mantova.

## Abati commendatari
- ?-1479: Francesco Gonzaga
- 1479-?: Ludovico Gonzaga